# Герб Бахмута
Герб Бахмута (укр. Герб Бахмута) — официальный символ города Бахмута Донецкой области Украины.

## Описание и символика
Этот геральдический символ, олицетворяющий в художественной форме природные богатства бахмутской земли, основное занятие населения в незапамятные времена — добычу соли. Данный герб впервые был утверждён рескриптом Александра I 29 июля 1811 года. В XIX — начале XX века он наносился на почтовые конверты и марки Бахмутской городской Думы, уездного земства.
Зелёный цвет верхнего поля герба — это символ плодородия бахмутской земли, чёрный цвет нижнего поля — символ богатства недр. В середине, между зелёным и чёрным полями, изображён алхимический символ соли, бывшей поводом основания города. Изображение обрамлено по контуру щита рельефным бронзовым кантом, таким же кантом разделены по горизонтали зеленое и чёрное поля.
Первоначально в гербе Бахмута, как и у других гербов Донецкой области использовался французский щит, типичный для всех городов Российской империи XIX века, но затем по требованиям Украинского геральдического общества щит поменялся на испанский.

## История
Первый герб Бахмута был составлен в 1745 году для знамени Бахмутского батальона.
На красном поле изображены две золотые пушки, на верхней пушке сидит белая птица. Под пушками, под зелёной горой и на зелёной земле, изображён деревянный соляной магазин.

29 июля 1811 года Александром I был подписан проект нового герба Бахмута. Щит герба — французский и разделён на чёрное и зелёное поле, между которыми изображён серебряный химический знак соли. Так как город был основан для добычи соли, то соль присутствует во всех следующих вариантах герба. 
В 1857 году Гербовое отделение при Департаменте геральдики под руководством Бернгарда Васильевича Кене проводило масштабную работу по унификации гербов русских городов. В рамках этой работы была создана новая версия Бахмутского герба. В зелёном щите серебряный пояс, сопровождаемый тремя серебряными ромбами. В вольной части — герб Екатеринославской губернии. Щит украшен серебряной башенной короной с тремя зубцами. За щитом — два накрест положенных золотых молотка, соединённых Александровской лентой. Проект не был принят и продолжал использоваться герб 1811 года.
27 марта 1996 года 7-й сессией 12-го созыва горсовета в качестве городского герба Артёмовска(Бахмута) был утвержден герб Бахмута образца 1811 года.

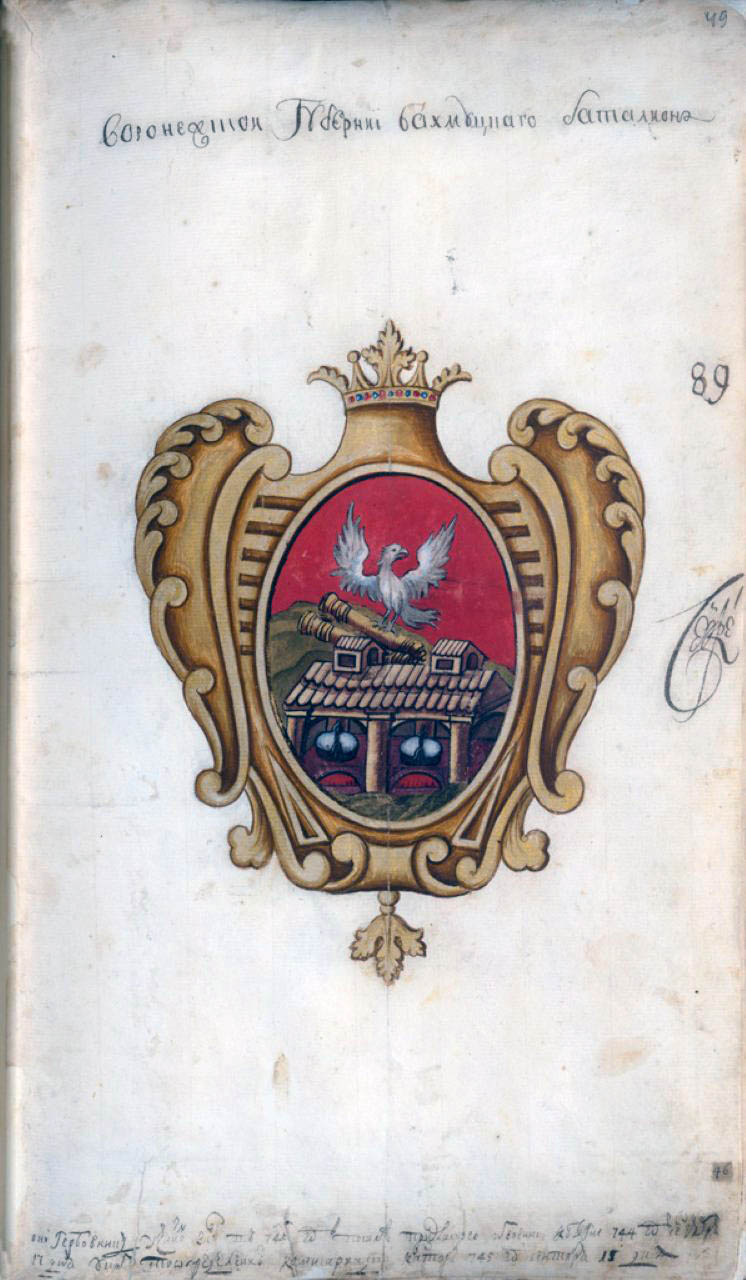
Герб Бахмутского полка
Герб Бахмута 1811 года
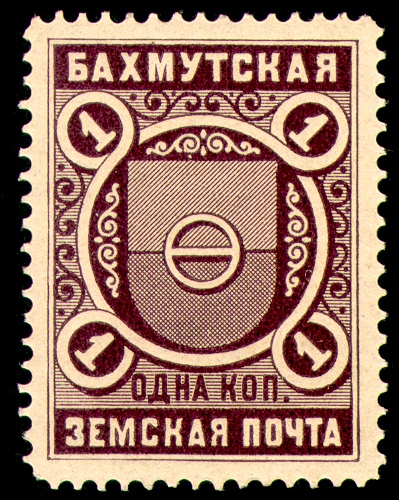
Земская почтовая марка Бахмутского уезда, 1901 год
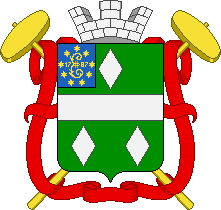
Проект герба 1857 года